# Kuratarō Takamura
Kuratarō Takamura (高村倉太郎, Takamura Kuratarō), né en 1921 et mort le 21 novembre 2005, est un directeur de la photographie japonais.

## Biographie
En 1939, Kuratarō Takamura rejoint le Cultural Film Club du Shochiku Ofuna Film Studio[Quoi ?] en tant qu'assistant de photographie. En 1948, il est sélectionné comme directeur de la photographie de Love Three Crows du réalisateur Noboru Nakamura. II est transféré chez Nikki en 1954. Depuis, il a été directeur de la photographie d'un total de quelque 140 films, se concentrant sur des œuvres de divertissement telles que J'attends, Chronique du soleil à la fin de l'ère Edo, Migrating bird with a guitar et A cup of kake soba. Il a soutenu l'âge d'or du cinéma japonais.
Même après que Nikki soit passé à la ligne de la pornographie romantique, il reste dans l'entreprise et continue sa carri§re en tant que membre de Nikki[pas clair].
Il enseigne également aux jeunes générations, notamment en tant que directeur de la Nikkei Arts Academy[Quoi ?] et conférencier à plein temps.
Il meurt d'une insuffisance cardiaque chronique le 21 novembre 2005 à l'âge de 84 ans.

## Filmographie sélective

### Au cinéma
- 1957 : Chronique du soleil à la fin de l'ère Edo
- 1958 : Couteau rouillé
- 1958 : Désirs volés (盗まれた欲情, Nusumareta yokujō?) de Shōhei Imamura
- 1963 : Une jeune fille à la dérive
- 1965 : La Vie d'un tatoué
- 1967 : Daikanbu: Burai
- 1967 : Tue, vaurien, tue !
- 1968 : Le Vaurien

Producteur
- 1957 : Typhon sur Nagasaki

## Récompenses et distinctions
- Président d'honneur de l'Association japonaise des réalisateurs de films.